# Gyptis mediterranea
Gyptis mediterranea är en ringmaskart som beskrevs av Pleijel 1993. Gyptis mediterranea ingår i släktet Gyptis, och familjen Hesionidae. Inga underarter finns listade i Catalogue of Life.